# Plèvre

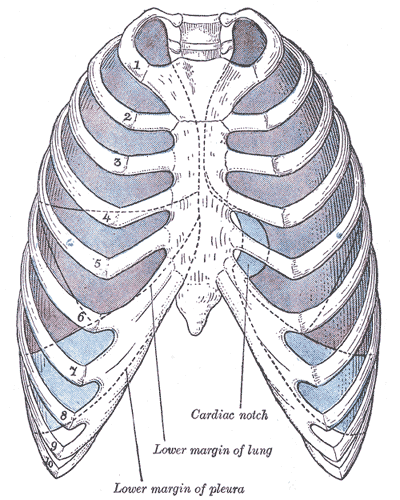
Vue antérieure d'un thorax humain : rapports anatomiques entre la plèvre, en bleu, et les poumons, en violet.

En anatomie, la plèvre est une membrane séreuse délimitant un espace virtuel (c'est-à-dire vide dans les situations normales) situé entre les poumons en dedans et la cage thoracique en dehors.

## Anatomie

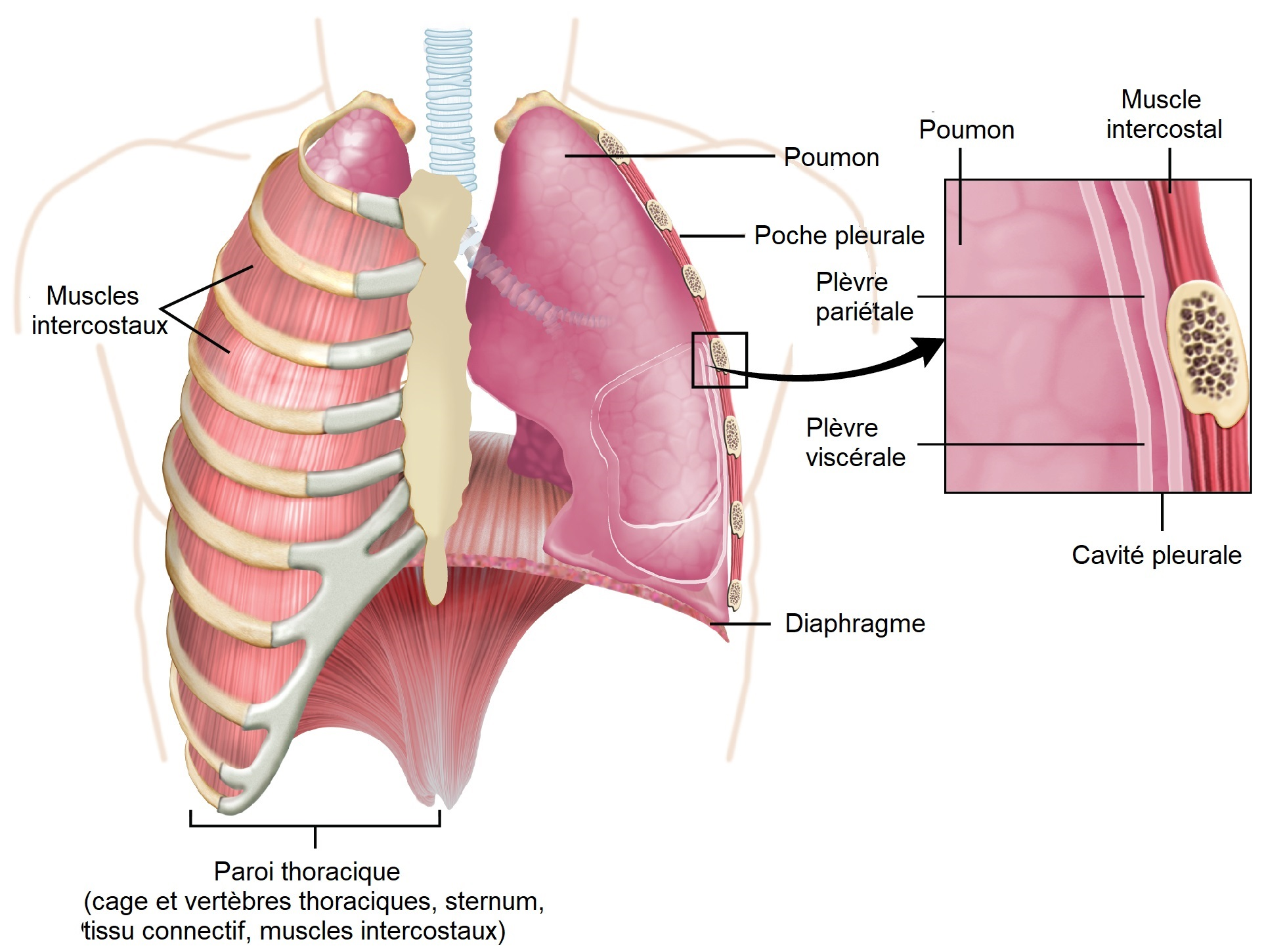
La plèvre.

On distingue la plèvre pariétale, située contre la paroi thoracique, de la plèvre viscérale, accolée aux poumons. Les deux cavités pleurales (droite et gauche) ne sont pas reliées entre elles.
Les feuillets des deux plèvres se rejoignent par différents sinus pleuraux.

## Physiologie
Comme toutes séreuses, elles ont un rôle pour diminuer les frottements occasionnés par les mouvements (respiratoire en l'occurrence). Elles sont tapissées par un épithélium sécrétant en petite quantité un liquide lubrifiant.

## Exploration
Dans les cas normaux, les plèvres sont fines et ne sont pas visualisables.
Lorsque la cavité pleurale contient un liquide (épanchement), ce dernier peut être détecté, suivant son abondance :
- par l'examen clinique : typiquement avec une diminution du murmure vésiculaire (bruit de la respiration lors d'une auscultation avec un stéthoscope) avec matité (bruit sourd à la percussion) d'une base. Ces anomalies peuvent cependant correspondre également à une maladie des poumons ;
- par une radiographie des poumons de face, idéalement en position debout : simple comblement d'un cul-de-sac ou opacité d'une base délimités par une ligne concave vers le haut.

Naturellement cet épanchement peut être visualisé à l'échographie, à la tomographie, ou par imagerie par résonance magnétique (IRM). 
Si besoin on peut compléter l'examen par une ponction pleurale et l'analyse du liquide prélevé.
Un épaississement d'une plèvre sera essentiellement visualisé par tomographie ou par résonance magnétique.

## Maladie de la plèvre
La présence de liquides en quantité notable dans la cavité pleurale constitue un épanchement pleural qui peut être d'origines diverses :
- origine cardiaque dans le cas d'une insuffisance cardiaque ;
- cirrhose ;
- épanchement réactionnel par irritation par atteinte d'organes adjacents : poumons, foie, pancréas, etc. ;
- pleurésie (infection de la plèvre) : pleurésie tuberculeuse, pleurésie purulente, pleurésie amibienne, etc. ;
- inflammation, dans les maladies auto-immunes : lupus...

La présence d'air dans la cavité pleurale constitue un pneumothorax qui peut être :
- traumatique (plaie de la paroi thoracique, fracture costale) ;
- iatrogène (accident dû à un geste médical, le plus souvent une ponction pleurale) ;
- spontané, le plus souvent par rupture d'une bulle d'emphysème.

La présence de sang dans la cavité pleurale s'appelle un hémothorax, de liquide et d'air un hydropneumothorax, de sang et d'air un hémopneumothorax.
Les plèvres peuvent être épaissies, sans qu'elles contiennent une quantité notable de liquide : pleurésies sèches.
Le cancer de la plèvre est une maladie souvent secondaire à l'inhalation au long cours d'amiante : il s'agit alors d'un mésothéliome.